# Angeli per i bastardi di Pizzofalcone
Angeli per i bastardi di Pizzofalcone è un romanzo giallo dello scrittore italiano Maurizio De Giovanni del 2021.
Il romanzo è il decimo tra quelli ambientati nel commissariato di Pizzofalcone, ma l'undicesimo con protagonista l'ispettore Giuseppe Lojacono, personaggio che è apparso per la prima volta nel romanzo Il metodo del coccodrillo.

## Trama
Ad averci rimesso la vita è un uomo comune, un lavoratore che tutti stimano nel quartiere. Proveniva da un’altra zona, non era semplice ambientarsi, eppure lui si era fatto amare da tutti, in particolare per le sue capacità di meccanico di auto d’epoca. Pochi lavori scelti da lui, che voleva dedicare il tempo necessario per prendersi cura di auto preziose.
L’uomo, Nando Iaccarino, viene ritrovato nella sua officina, che è praticamente la sua casa, a faccia in giù. La saracinesca era abbassata a metà, la luce accesa, chissà da quante ore era morto, sicuramente durante la serata, se non nella nottata.
Stava riparando un’auto rossa, o forse una motocicletta, non c’era altro nell’officina. Tutto intorno è tirato a lucido, come se fosse una sala operatoria. Nando era considerato da molti clienti un angelo per le sue mani d’oro, per la capacità di ridare vita a vecchi motori di cui spesso non si trovavano neppure i ricambi.
Sembra strano che in quell’officina non ci siano delle macchie di olio, oppure qualcosa che faccia presagire una colluttazione. A parte il sangue attorno al corpo della vittima, pare non ci sia nulla fuori posto, eppure l’occhio allenato al dettaglio di Lojacono scopre qualcosa… delle macchie di sangue su una chiave inglese che era stata malamente ripulita e presumibilmente rimessa a posto, insieme a tutte le altre. Non ci sono impronte digitali, non ci sono molte piste da seguire, ma qualcosa da cui partire sì.
Viene ritrovata la distinta di prelevamento di trentamila euro da una banca. A cosa servono quei soldi? È questa la domanda da cui partire. Ma bisogna muoversi senza alzare polveroni, senza dare troppo nell’occhio, perché la figlia di Nando è la fidanzata di Roberto Cortese, un industriale di successo, ben ammanigliato.
I Bastardi di Pizzofalcone devono arrivare a scoprire cosa si nasconda dietro la morte di Nando, senza farsi notare da nessuno, quasi sussurrando le domande e scavando con discrezione nella vita del morto e della sua famiglia.

## Edizioni
- Maurizio De Giovanni, Angeli per i bastardi di Pizzofalcone, Stile Libero Big, Einaudi, 2021, ISBN 978-88-06-25071-3.